# Большая Фатра

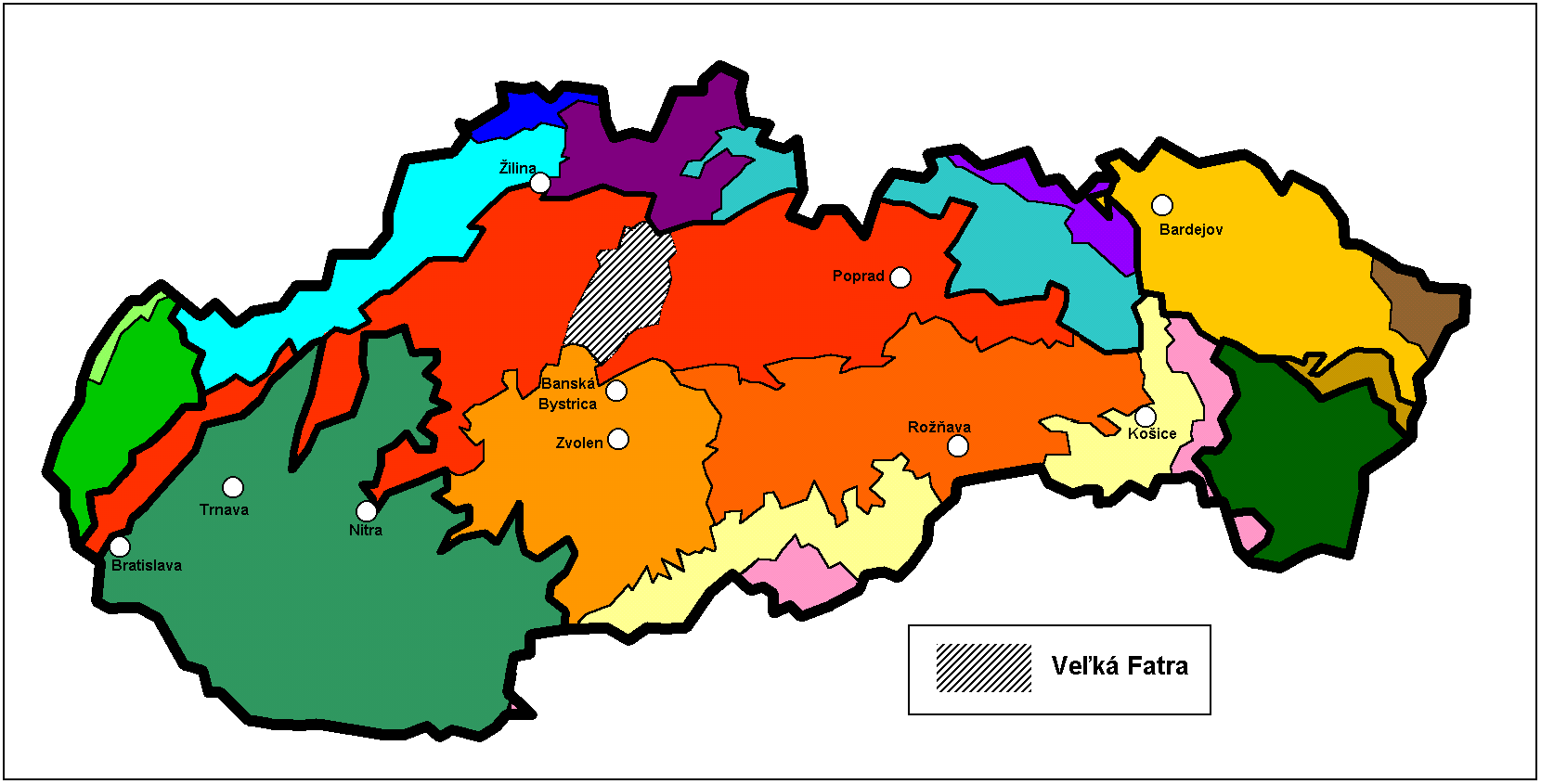
Расположение

Больша́я Фа́тра (словац. Veľká Fatra, Ве́лька-Фатра) — горный массив в северной Словакии, часть Фатранско-Татранской области. Наивысшая точка — гора Остредок (1592 м). Интересно, что Большая Фатра ниже Малой. Большая Фатра служит восточной границей исторической области Турец.
В 1971 году территория Большой Фатры была объявлена заповедником, а с 1 апреля 2002 года является национальным парком. На территории заповедника растёт около 1000 видов редких растений, здесь самая большая тисовая роща в Европе. Почти 90 % территории покрыто буком, пихтой, также встречается ель.
Значительная часть хребта сложена из различных мезозойских пород. Центральная часть состоит из сланцев, южная и юго-западная из известняка и доломита.

## Вершины Большой Фатры
- Остредок (Ostredok, 1592 м н.у.м.);
- Фрчков (Frčkov, 1585 м);
- Крижна (Krížna, 1574 м);
- Ракитов (Rakytov, 1567 м);
- Сухий Врх (Suchý vrch, 1550 м);
- Плоска (Ploská, 1532 м);
- Смрековица (Smrekovica, 1530 м);
- Боришов (Borišov, 1510 м);
- Шипрун (Šiprúň, 1461 м);
- Тлста (Tlstá, 1414 м);
- Зволен (Zvolen, 1402 м);
- Лысец (Lysec, 1381 м);
- Дриенок (Drienok, 1268 м);
- Остра (Ostrá, 1247 м).

## Достопримечательности
- Развалины замка Блатница[словац.]
- Развалины замка Склабиня
- Скансен
- Города Мартин и Ружомберок

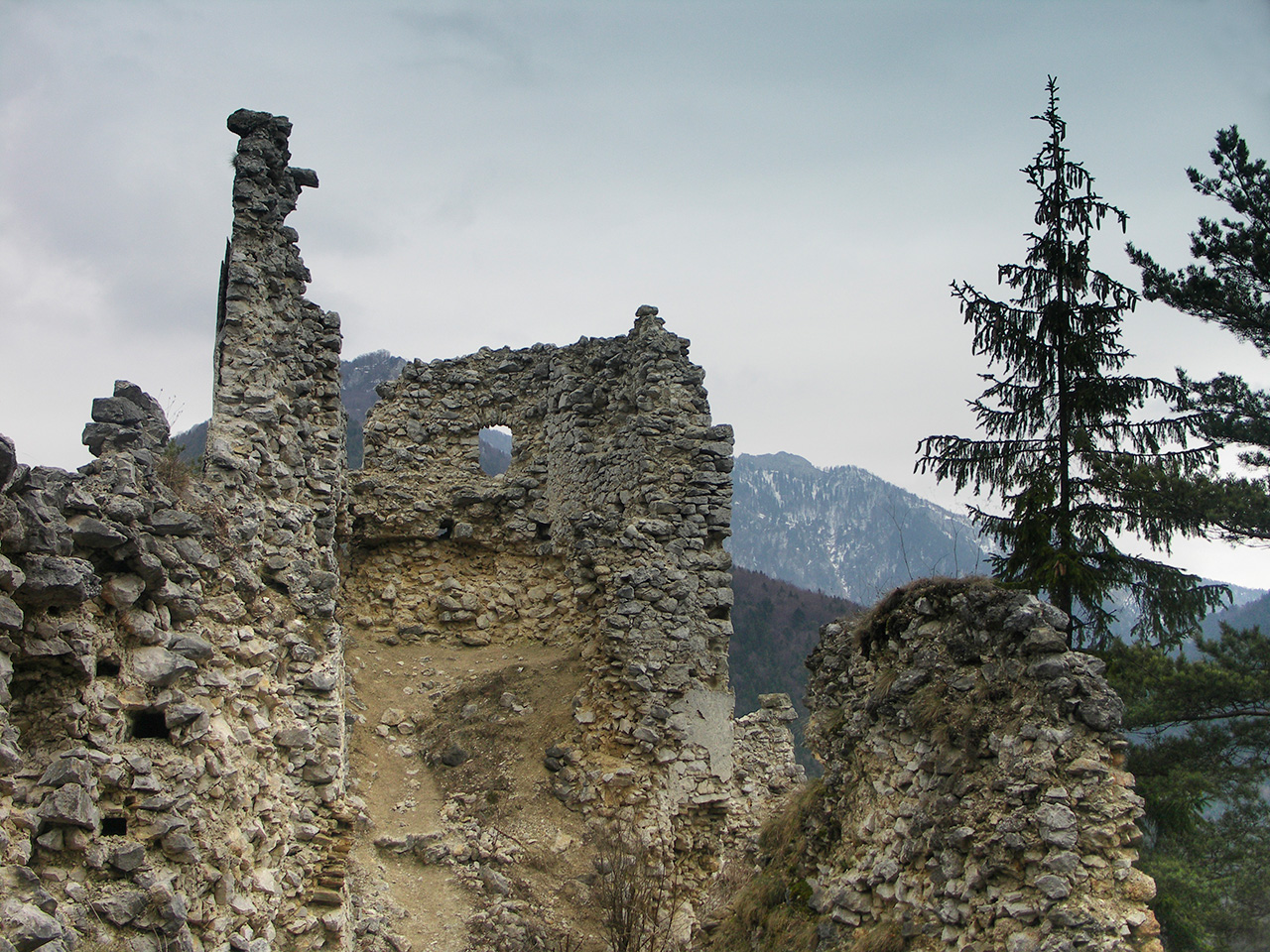
Руины Блатницкий замок в Блатнице

- Скалы, пещеры, водопады, горные озёра
- Многочисленные горнолыжные центры

## Галерея

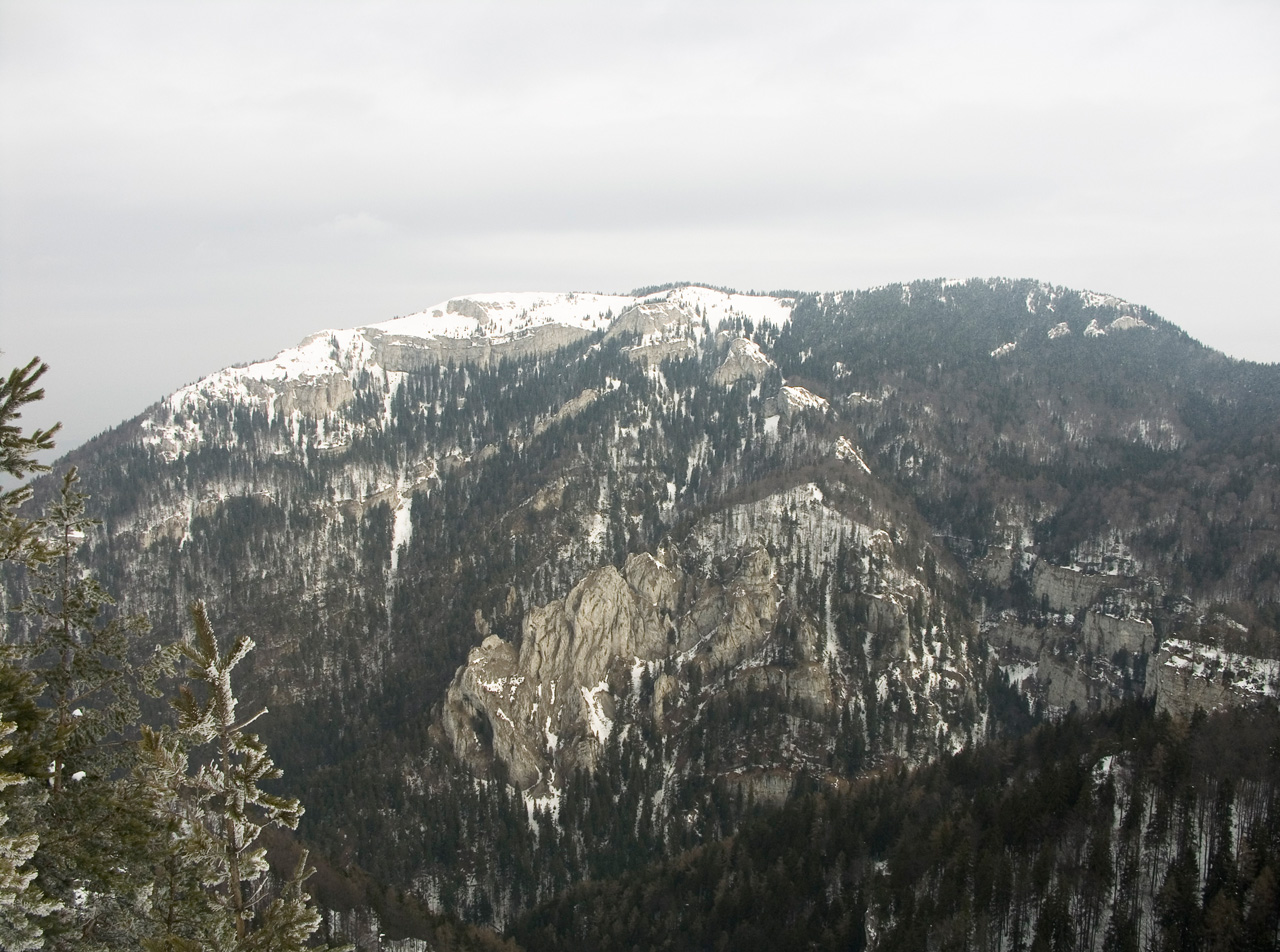
Тлста
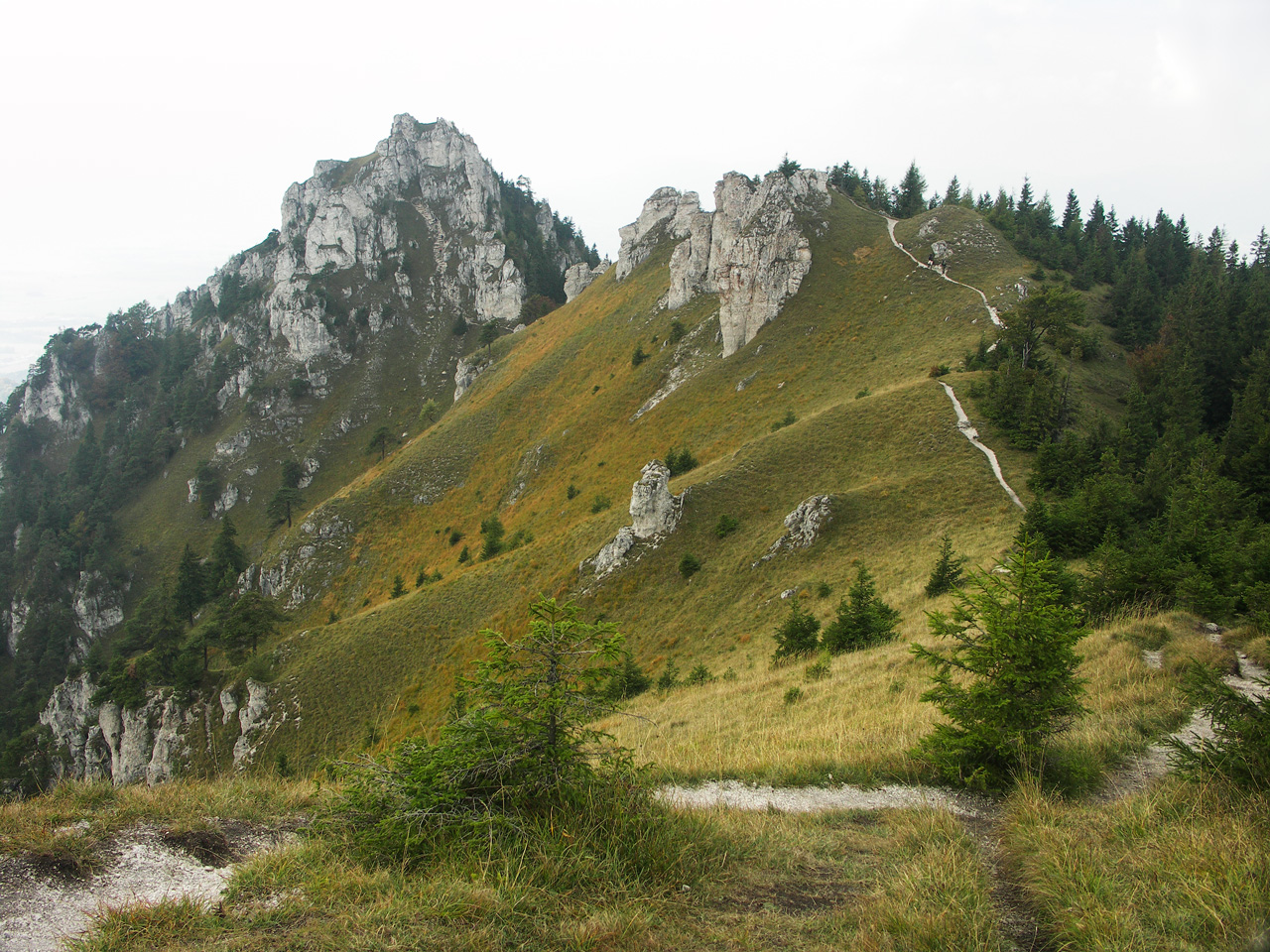
гора Остра
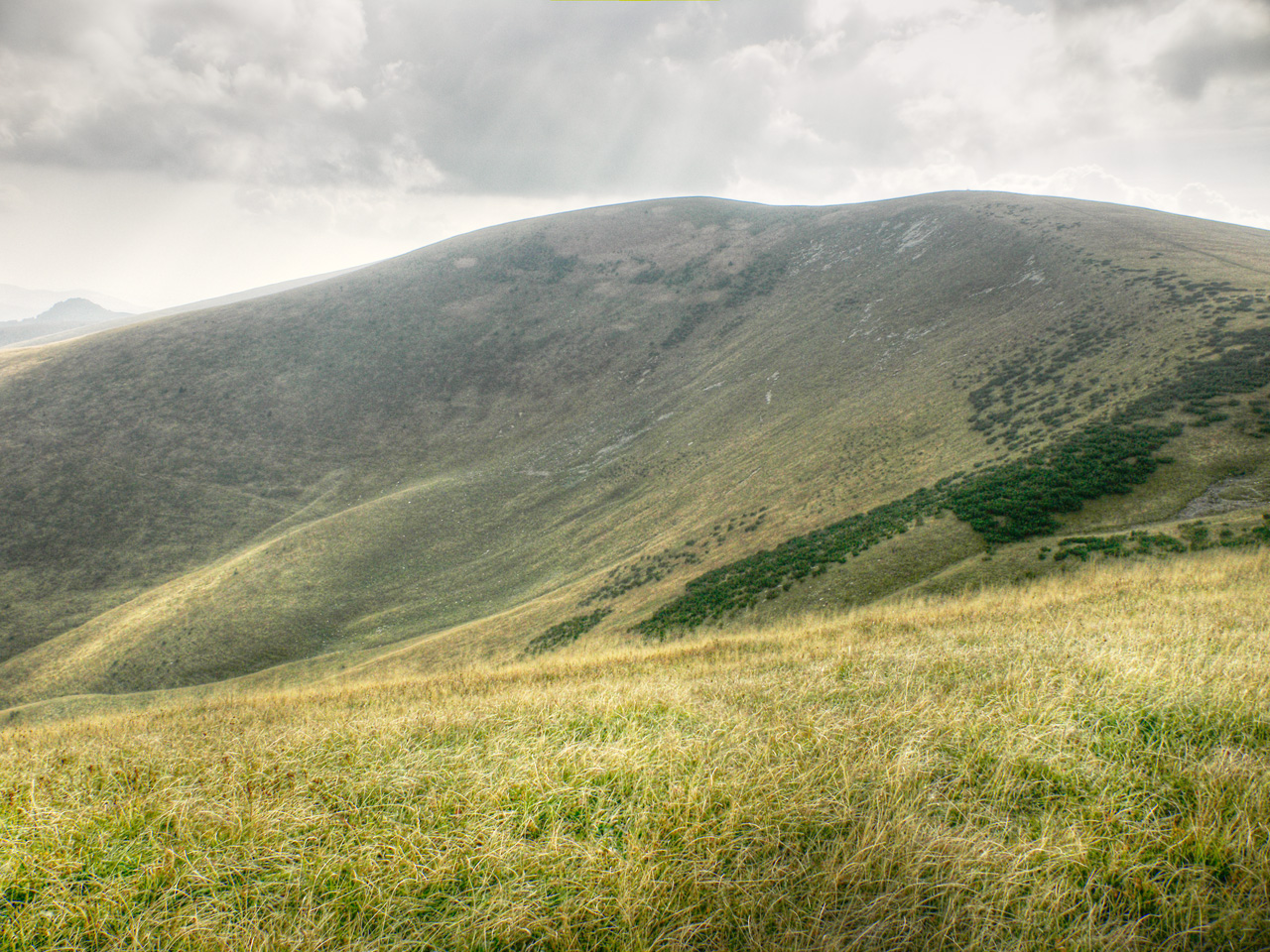
Остредок